# Witness
Witness este al cincilea album de studio al cântăreței americane Katy Perry. A fost lansat pe 9 iunie 2017, de către Capitol Records. Pentru album, Perry a lucrat cu numeroși producători, printre care Jeff Bhasker, Mark Crew, Duke Dumont, Jack Garratt, Oscar Holter, Illangelo, Ilya, Max Martin, Ali Payami și Shellback. Witness este un album electropop care încorporează elemente de dans și EDM, cu versuri despre auto-împuternicire și feminism. Perry a descris albumul ca fiind unul al „eliberarii” și „pop-ului intenționat”.Cinci single-uri au ajutat albumul, dintre care, trei au fost lansate înainte de album și unul a ajuns în top-zece Billboard Hot 100: single-ul principal, "Chained to the Rhythm", cu Skip Marley, a ajuns pe numărul 4 în Hot100. „Bon Appétit” cu Migos a atins numărul 59, în timp ce „Swish Swish” cu Nicki Minaj a ajuns pe numărul 46. „Save as Draft” și „Hey Hey Hey” au fost lansate ca single-uri ulterioare pe 26 iunie 2017 și 12 ianuarie 2018. Pentru a susține lansarea albumului, Perry s-a difuzat într-un stream de YouTube de patru zile, intitulat Katy Perry Live: Witness World Wide. La lansare, Witness a primit recenzii în general mixte de la critici de muzică, care au criticat producția și lirismul; cu toate acestea, puțini comentatori au fost favorabili față de unele piese „esențiale”, dar au descris restul drept „fillers”. Vânzând 180.000 de unități echivalente de album în prima săptămână, Witness a debutat în topul Billboard 200 din SUA pe primul loc, devenind cel de-al treilea album de top al lui din Perry. Albumul a fost de asemenea în topul clasamentelor din Canada și Spania, atingând numărul doi în Australia, Coreea de Sud, Mexic și Noua Zeelandă și în primele cinci locuri din alte nouă teritorii. Pentru a promova albumul, Perry a pornit în cel de-al patrulea turneu de concert, Witness: The Tour. Înainte de lansarea albumului, Perry nu a lansat niciun material nou în patru ani, cu excepția imnului Jocurilor Olimpice de vară din 2016, „Rise”. După ce a lansat Prism (2013) și a făcut turnee în 2014-2015, Perry a luat o pauză pentru a-și proteja sănătatea mentală și pentru a reveni mai târziu. Perry a decis să-și părăsească personajul pe scenă și să-și îmbrățișeze propriul ei caracter Katheryn Hudson, numele ei adevărat. Drept urmare, și-a retras părul lung și întunecat pentru o tunsoare scurtă pixie și și-a schimbat culoarea părului în blond.
| Nr. | Titlu                                           | Scriitor(i) | Producator(i)                                                                | Durata |
| --- | ----------------------------------------------- | --- | ---------------------------------------------------------------------------- | ------ |
| 1   | "Witness"                                       | - Katy Perry - Max Martin - Savan Kotecha - Ali Payami                                                               | - Max Martin - Ali Payami                                                    | 4:10   |
| 2   | "Hey Hey Hey"                                   | - Katy Perry - Max Martin - Sia Furler - Ali Payami - Sarah Hudson                                                   | - Max Martin - Ali Payami                                                    | 3:34   |
| 3   | "Roulette"                                      | - Katy Perry - Max Martin - Shellback - Ali Payami - Ferras Alqaisi                                                  | - Max Martin - Shellback - Ali Payami                                        | 3:18   |
| 4   | "Swish Swish" (featuring Nicki Minaj)           | - Katy Perry - Duke Dumont - Sarah Hudson - PJ                                                                       | - Max Martin - Shellback - Ali Payami                                        | 4:02   |
| 5   | "Déjà Vu"                                       | - Katy Perry - Hayden James - Ferras Alqaisi - Thomas Stell                                                          | - Hayden James - Noah Passovoy                                               | 3:17   |
| 6   | "Power"                                         | - Katy Perry - Jack Garratt - William Robinson                                                                       | - Jack Garratt - Noah Passovoy                                               | 3:46   |
| 7   | "Mind Maze"                                     | - Katy Perry - Sarah Hudson - Corin Roddick - Megan James                                                            | - Corin Roddick - Rachael Findlen                                            | 4:08   |
| 8   | "Miss You More"                                 | - Katy Perry - Sarah Hudson - Corin Roddick - Megan James                                                            | - Ali Payami - Corin Roddick - Max Martin - Rachael Findlen - Peter Karlsson | 3:54   |
| 9   | "Chained to the Rhythm" (featuring Skip Marley) | - Katy Perry - Max Martin - Sia Furler - Ali Payami - Skip Marley                                                    | - Max Martin - Ali Payami                                                    | 3:57   |
| 10  | "Tsunami"                                       | - Katy Perry - Michael Williams - Marcus Bell - Sarah Hudson - Mia Moretti                                           | - Mike Will Made It - Scooly - Noah Passovoy                                 | 3:23   |
| 11  | "Bon Appétit" (featuring Migos)                 | - Katy Perry - Martin - Shellback - Oscar Holter - Ferras Alqaisi - Quavious Marshall - Kiari Cephus - Kirsnick Ball | - Max Martin - Shellback - Oscar Holter                                      | 3:47   |
| 12  | "Bigger Than Me"                                | - Katy Perry - Sarah Hudson - Corin Roddick - Megan James                                                            | - Oscar Holter - Corin Roddick - Rachael Findlen                             | 4:00   |
| 13  | "Save as Draft"                                 | - Katy Perry - Noonie Bao - Dijon McFarlane - Nicholas Audino - Lewis Hughes - Elof Loelv                            | - Elof Loelv - Max Martin                                                    | 3:48   |
| 14  | "Pendulum"                                      | - Katy Perry - Jeff Bhasker - Sarah Hudson                                                                           | - Jeff Bhasker - Illangelo - Noah Passovoy                                   | 4:00   |
| 15  | "Into Me You See"                               | - Katy Perry - Joe Goddard - Alexis Taylor - Ferras Alqaisi                                                          | - Dustin O'Halloran                                                          | 4:24   |

| Total length: | 57:28 |

## Charts

### Top-uri saptamanale
| Top (2017)                               | Pozitie |
| ---------------------------------------- | ------- |
| Australian Albums (ARIA)                 | 2       |
| Austrian Albums (Ö3 Austria)             | 6       |
| Belgian Albums (Ultratop Flanders)       | 8       |
| Belgian Albums (Ultratop Wallonia)       | 4       |
| Canadian Albums (Billboard)              | 1       |
| Czech Albums (ČNS IFPI)                  | 3       |
| Danish Albums (Hitlisten)                | 15      |
| Dutch Albums (MegaCharts)                | 8       |
| Finnish Albums (Suomen virallinen lista) | 3       |
| French Albums (SNEP)                     | 4       |
| German Albums (Offizielle Top 100)       | 10      |
| Greek Albums (IFPI)                      | 4       |
| Hungarian Albums (MAHASZ)                | 17      |
| Irish Albums (IRMA)                      | 5       |
| Italian Albums (FIMI)                    | 6       |
| Japanese Albums (Oricon)                 | 19      |
| Mexican Albums (AMPROFON)                | 2       |
| New Zealand Albums (RMNZ)                | 2       |
| Norwegian Albums (VG-lista)              | 5       |
| Polish Albums (ZPAV)                     | 9       |
| Portuguese Albums (AFP)                  | 12      |
| Scottish Albums (OCC)                    | 7       |
| Slovak Albums (ČNS IFPI)                 | 4       |
| South Korean Albums (Gaon)               | 78      |
| South Korean International Albums (Gaon) | 2       |
| Spanish Albums (PROMUSICAE)              | 1       |
| Swedish Albums (Sverigetopplistan)       | 7       |
| Swiss Albums (Schweizer Hitparade)       | 7       |
| UK Albums (OCC)                          | 6       |
| US Billboard 200                         | 1       |

### Top-uri de sfarsit de an
| Top (2017)                         | Pozitie |
| ---------------------------------- | ------- |
| Australian Albums (ARIA)           | 35      |
| Belgian Albums (Ultratop Flanders) | 107     |
| Belgian Albums (Ultratop Wallonia) | 93      |
| Canadian Albums (Billboard)        | 39      |
| Dutch Albums (MegaCharts)          | 93      |
| Italian Albums (FIMI)              | 92      |
| Mexican Albums (AMPROFON)          | 50      |
| US Billboard 200                   | 91      |

## Certifications
| Regiune                | Certificare | Vanzari    |
| ---------------------- | ----------- | ---------- |
| Australia (ARIA)       | Gold        | 35,000     |
| Austria (IFPI Austria) | Gold        | 7,500      |
| Canada (Music Canada)  | Platinum    | 80,000     |
| France (SNEP)          | Gold        | 50,000     |
| India (IMI)            | 3x Platinum | 300.000    |
| Mexico (AMPROFON)      | Platinum    | 60.000     |
| Netherlands (NVPI)     | Gold        | 20.000     |
| Russia (NFPF)          | Platinum    | 20.000     |
| United Kingdom (BPI)   | Silver      | 60,000     |
| United States          | N/A         | 162,000    |
| Rezumat                |             |            |
| Mondial                |             | 1,000,000+ |

## Personal
- Nelson Beato – gospel studio choir (track 14)
- Jeff Bhasker – producer, keyboards and drums programming (track 14)
- Cory Bice – assistant engineer (tracks: 1, 2, 3, 9, 11); engineer (track 17)
- Edie Lehmann Boddicker – vocal contracting, gospel choir conducting, gospel studio choir (track 14)
- Alexandra Brown – gospel studio choir (track 14)
- Denise Carite – gospel studio choir (track 14)
- Charlean Carmon – gospel studio choir (track 14)
- Carmen Carter – gospel studio choir (track 14)
- Tom Coyne – mastering (track 9)
- Mark Crew – production, keyboards, programming (track 17)
- Aubry Delaine – additional engineering, Nicki Minaj vocal recording (track 4)
- Francesco Donadello – engineer (track 15)
- Monique Donnelly – gospel studio choir (track 14)
- Duke Dumont – producer, synths, drums, programming (track 4)
- Carmel Echols – gospel studio choir (track 14)
- Luke Edgemon – gospel studio choir (track 14)
- Anthony Evans – gospel studio choir (track 14)
- Tinashe Fazakerley – chitară electrică, bass, programming (track 17)
- Iain Findlay – vocal assistant engineering (Nicki Minaj's vocals, track 4)
- Rachael Findlen – engineer (tracks 4, 5, 6, 7, 8, 10, 14-17); vocal production (tracks: 7, 8)
- Nicole Franz – art direction
- Sia Furler – background vocals (track 9)
- Jack Garratt – production, all instruments (track 6)
- James Alan Ghaleb – chitară (track 9)
- Serban Ghenea – mixing
- Jim Gilstrap – gospel studio choir (track 14)
- Lauren Gluckman – A&R
- John Hanes – mixing engineer
- Sam Holland – engineer (track 1, 3, 9, 11, 17)
- Oscar Holter – keys (track 11, 12); production, vocal production, programming (track 12)
- Casey Hooper – chitare (track 10)
- Stephen Hybicki – engineer (track 10)
- Illangelo – additional production, additional drum programming (track 14)
- Ilya – production, programming, arranging, drums, percussion, chitară, chitară bas, keys (track 17)
- Clydene Jackson – gospel studio choir (track 14)
- Hayden James – production; chitară, chitară bas, background vocals, synths (track 5)
- Peter Karlsson – vocal editing (tracks 1, 2, 3, 9, 11, 14); additional vocal production (track 8); percussion (track 9)
- Briana Lee – gospel studio choir (track 14)
- Jeremy Lertola – assistant engineer (tracks: 1, 2, 3, 9, 11); engineer (track 17)
- David Loucks – gospel studio choir (track 14)
- Elof Loelv – production, engineer, programming, drums, bass, piano, synthesizers (track 14)
- Ted Lovett – layout
- Skip Marley – featured vocals, background vocals (track 9)
- Max Martin – background vocals, programming, Prophet 6, solina (track 9), percussion; chitară acustică (track 8); vocal production (tracks: 8, 13), executive producer
- Migos – featured vocals (track 11)
- Jamie McCrary – gospel studio choir (track 14)
- Randy Merrill – mastering
- Zeke Mishanec – assistant engineer (track 4)
- Ryan Nasci – engineer (track 14)
- Dustin O'Halloran – producer, all instruments, arrangement (track 15)
- Pino Palldino – bass (track 14)
- Noah Passovoy – additional keys, programming (track 4, 10); engineer (tracks: 4, 6, 10, 14, 16, 17), vocal production (tracks 5, 6, 10, 14, 16, 17); vocal editing (track 7, 12); additional production (tracks 4, 10); percussion (track 10)
- Ali Payami – chitară acustică (track 1); drums, bass, synths, piano (tracks: 1, 8, 9); additional vocal production, programming, keys, chitară electrică, background vocals, production (track 8); percussion (tracks: 8, 9); hand claps (track 9)
- Louis Price – gospel studio choir (track 14)
- Katy Perry – background vocals (tracks: 3, 9), vocals, executive producer
- Daryl McPherson – Migos vocal production
- Joshua Moreau – bass (track 10)
- Corin Roddick – production, vocal production (track 12)
- David Rudnick – front and back cover art direction
- Scooly – production (track 10)
- Aretha Scruggs – gospel studio choir (track 14)
- Tony Scruggs – gospel studio choir (track 14)
- Shellback – production; background vocals (track 3); keys, programming (track 11)
- PJ Sledge – keyboards (track 4)
- Felix Snow – production, vocal manipulations, programming, chitară (track 16)
- Thomas Stell – synths (track 5)
- Carmen Twillie – gospel studio choir (track 14)
- Oren Waters – gospel studio choir (track 14)
- Will Wheaton – gospel studio choir (track 14)
- Mike Will Made It – production (track 10)
- Eyvonne Williams – gospel studio choir (track 14)
- Brandon Winbush – gospel studio choir (track 14)
- Jason Woods – gospel studio choir (track 14)